# 39. (bosanska) divizija (NOVJ)
39. (bosanska) divizija je bila partizanska divizija, ki je delovala v sklopu NOV in POJ v Jugoslaviji med drugo svetovno vojno.
Ustanovljena je bila 26. marca 1944.